# Études de Chopin

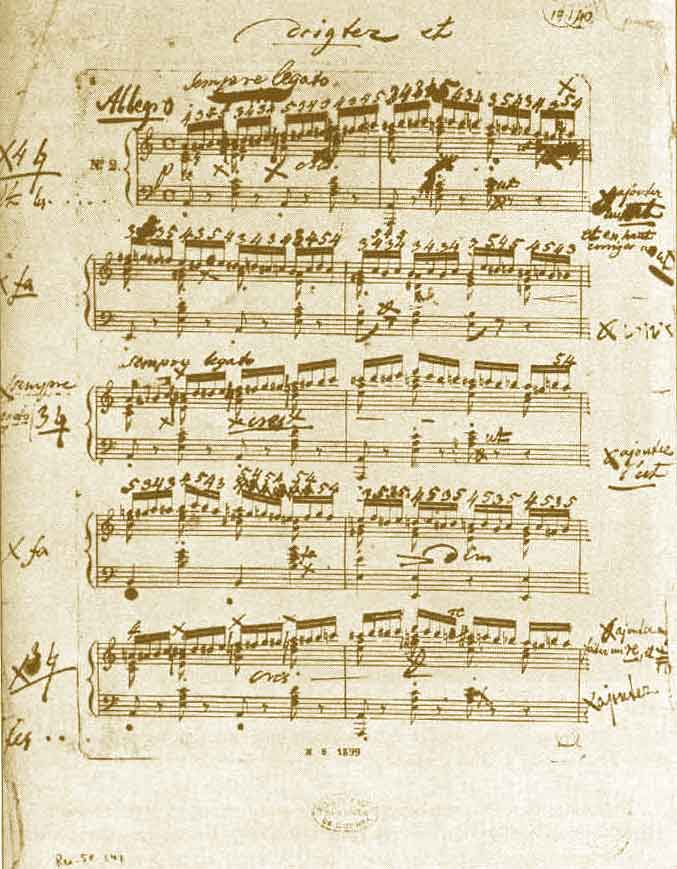
Études 10, no 2, partition avec le doigté annoté par Chopin.

Les Études de Chopin sont deux cahiers chacun de douze études pour le piano que le compositeur franco-polonais Frédéric Chopin publia dans les années 1830 : le premier, l'opus 10, dédié « à son ami F. Liszt » et le deuxième, l'opus 25, dédié « à Madame la Comtesse d'Agoult ». Mais on doit encore ajouter à cela, pour faire le tour de toutes les études proprement dites de Chopin, les Trois nouvelles études, sans numéro d'opus, que le compositeur écrivit pour la Méthode des méthodes de piano de Ignaz Moscheles et François-Joseph Fétis. Cet article a donc pour tâche de traiter de ces vingt-sept études pour piano seul.
Premières études à être aussi de véritables morceaux de concert, elles sont pourtant rarement jouées en public dans leur intégralité, étant réputées pour leur très grande difficulté.

## Impact
Bien que les ensembles d'exercices pour piano aient été courants dès la fin du XVIIIe siècle (Muzio Clementi, Johann Baptist Cramer, Ignaz Moscheles et Carl Czerny sont les compositeurs des plus importants), les Études de Chopin ont non seulement présenté un ensemble entièrement nouveau de défis techniques, mais ont été les premières à faire partie intégrante du répertoire de concert. Ses études combinent substance musicale et défi technique pour former une forme artistique complète. Ils sont souvent tenus en haute estime comme le produit de la maîtrise de la combinaison des deux. 
Son effet sur des contemporains tels que Franz Liszt était évident, si l'on en croit la révision que Liszt a apportée à sa série d'études de concert après avoir rencontré Chopin. D'autres grands compositeurs après lui, tels que Schumann, Debussy, Rachmaninov, Scriabine, voire, plus modestement, Mendelssohn, Prokofiev et Stravinsky, ont écrit des études dans le même style que celles de Chopin. 
Le musicologue polonais contemporain Tadeusz A. Zielinski a écrit, à propos de l'opus 10, qu'il s'agissait « non seulement d'une démonstration ordonnée d'un nouveau style pianistique et des formules qui lui sont propres, mais aussi d'un anoblissement artistique de ce style ». Les Études de Chopin ne sont pas non plus sans influence moderne. Plusieurs de ces études ont été intégrées dans la musique populaire, les films ou les émissions de télévision.

## Étudesop.10
Elles ont été composées de 1829 (Chopin avait 19 ans) à 1832, puis publiées en 1833.

### No1 en ut majeur
Le virtuose Vladimir Horowitz explique à propos des études de Chopin : « Pour moi, l'étude la plus difficile est celle en ut majeur, la première, op. 10, no 1 ». 
Cette étude, aussi appelée « La cascade », a pour but le travail des extensions de la main droite, celle-ci alternant très rapidement d'une position ouverte de la main à une position plus fermée. D'une écriture à la fois très simple et harmoniquement très virtuose, cette étude se joue dans la nuance forte. Tandis que la main gauche ponctue chaque mesure par de profondes basses en octaves, la main droite parcourt tout le clavier, en montant et en descendant, avec toujours le même type d'articulation, en variant progressivement la tonalité des arpèges, laissant l'impression d'entendre des vagues. La difficulté principale de cette étude réside dans la détente de la main droite, très difficile à réaliser.

### No2 en la mineur
Cette étude, aussi appelée « Étude chromatique », a pour but le travail des doigts faibles de la main droite, le majeur, l'annulaire, et l'auriculaire. 
Cette étude réclame à la main droite la plus haute agilité, ses doigts faibles se chevauchant dans une position très inconfortable et surtout très inhabituelle pour effectuer ces chromatismes.

### No3 en mi majeur
Sous-titrée « Tristesse » (par un des éditeurs en raison de la grande beauté de la mélodie dont Chopin aurait dit qu'il n'écrirait jamais quelque chose de plus beau). C'est une étude avant tout mélodique. Elle implique un grand travail sur l'indépendance des doigts, chaque main devant jouer deux voix distinctes.
Cette étude doit sa popularité dans les milieux non professionnels au fait qu'un texte a été écrit sur la mélodie, un siècle après sa parution, par Ernst Marischka : le très connu In mir klingt ein Lied, pour son film Abschiedswalzer (sorti en 1934), sur un arrangement d'Alois Melichar. La même année, Albert Valentin écrit un texte en français, Mon cœur vous dédie sa mélodie, pour le film La Chanson de l'adieu, coréalisé avec Géza von Bolváry.  
Cette mélodie est reprise par Tino Rossi dans la chanson Tristesse (1939 - paroles de Loysel / Marcuse), par Edgardo Donato (en) dans le tango La Melodia del Corazón (1940), par Jo Stafford en 1950 (No Other Love (en)), par Les Quatre Barbus dans leur Chant d'allégresse écrit par Pierre Dac, et par Serge Gainsbourg dans son Lemon Incest (1984). Elle apparaît également dans les films L'Insoumise en 1938,Vaudou 1943, La Chanson du souvenir en 1945 et Celles qu'on n'a pas eues en 1981, et dans le téléfilm David Copperfield en 1999. Le thème principal est joué par un personnage au début du quatrième épisode de la première saison de la série Columbo, Plein cadre (1972), et la musique qui s'ensuit est inspirée de la suite du morceau. Elle figure également dans l'anime Fullmetal Alchemist (2003) où elle fait une apparition lors du dernier épisode sous le nom de Wakare no kyoku, la « Chanson de l'adieu », ainsi que dans le dernier épisode de la saison 7 de Futurama.
On la retrouve également dans le film Un été italien (2008) et The Master (2012). Il est aussi possible de l'entendre dans un épisode du drama japonais Nodame Cantabile. Elle a également fortement inspiré Muse pour le prélude de la chanson Survival sur l'album The Second Law (hymne officiel des Jeux olympiques d'été de 2012 à Londres). On l'entend également dans le film The Gambler.

### No4 en ut dièse mineur
Il s'agit là d'une étude de vélocité pure où mains droite et gauche se répondent un peu à la manière d'un prélude de Bach, et ce dans un mouvement extrêmement rapide (« 88 à la blanche »). Chaque main semble vouloir rattraper l'autre sans jamais y parvenir. Cette étude est parfois surnommée d'après ses premières notes (sol fa mi ré do), ou bien parfois encore appelée « Torrent ».

### No5 en sol bémol majeur
Surnommée parfois « Sur les touches noires ». En effet, durant toute la durée de la pièce, la main droite joue uniquement sur les touches noires, à l'exception d'une note faisant partie d'un accord à la 66ème mesure. C'est une étude très aérienne et scintillante.

### No6 en mi bémol mineur
Cette étude, second morceau lent du cycle, demande une parfaite maitrise de la polyphonie avec un chant plein de gravité à la main droite accompagné d'un mouvement constant de doubles croches. C'est une étude avant tout consacrée à la maîtrise du legato.

### No7 en ut majeur
C'est une brillante toccata dont le but est d'obtenir la précision dans l'attaque des tierces et des sixtes et de maîtriser les notes répétées entre le pouce et l'index de la main droite.

### No8 en fa majeur
Cette étude, parfois appelée « Le soleil », est consacrée au passage du pouce. Extrêmement rapide (blanche à 88), la principale difficulté est de garder à la fois un caractère léger et dansant à la main gauche et une clarté et précision à la main droite. L'étude se termine en apogée sur des arpèges en fortissimo.

### No9 en fa mineur
Cette étude, parfois appelée « La tempête », est utile pour travailler l'extension de la main gauche qui accompagne le chant haletant de la main droite.

### No10 en la bémol majeur
Cette étude, parfois appelée « La harpe », requiert une agilité et une souplesse au niveau de la main, du poignet et du bras.
Le premier thème utilise trois techniques différentes (chant au 5e, chant au pouce, tous piqués avec chant au 5e) permettant de mettre en valeur le thème sous plusieurs formes.
Le thème est posé sur une main gauche en arpèges brisés.

### No11 en mi bémol majeur
Parfois dite « en arpèges ».

### No12 en ut mineur
Surnommée « La révolutionnaire » en raison de son caractère tempétueux et de son contexte historique : Chopin l'aurait composée à Stuttgart juste après avoir appris la reconquête de Varsovie par les troupes russes pendant l'insurrection de novembre 1830.
Il apprend avec douleur la prise de Varsovie le 8 septembre 1831 ; agité de ces événements, il écrit à sa famille restée en Pologne.
Cette étude, probablement l'une des plus connues, est l'une des rares entièrement consacrée à la main gauche.

## Étudesop.25
Composées de 1832 à 1836, publiées en 1837, elles sont dédiées à la maîtresse de Liszt, la comtesse Marie d'Agoult.

### No1 en la bémol majeur
Surnommée « La harpe éolienne » en citant Schumann, ou parfois « Le petit berger » en citant Chopin.
Cette étude présente certaines difficultés polyrythmiques.

### No2 en fa mineur
Parfois surnommée « Les abeilles » ou « Le baume ». Schumann l'a qualifiée de « douce comme la chanson d'un enfant endormi ».

### No3 en fa majeur
Cette étude, parfois appelée « Le cavalier », évoque le galop d'un cheval. Elle mobilise des deux mains simultanément des trios rapides et différents des deux mains.

### No4 en la mineur
Cette étude, parfois appelée « Paganini », est destinée à l'étude du staccato et aux sauts de la main gauche.

### No5 en mi mineur
Parfois surnommée « La fausse note » en raison des nombreuses dissonances volontairement glissées dans chaque harmonie par Chopin. La partie centrale introduit un grand contraste avec le reste de l'œuvre (disparition temporaire des dissonances et tonalité de mi majeur).

### No6 en sol dièse mineur
Parfois dite « En tierces ».
Durant tout le morceau, la main droite joue des tierces legato, tantôt en gamme chromatique, tantôt en gamme harmonique. La difficulté réside donc dans l'exécution de deux gammes distinctes, l'une avec les doigts 1-2 et l'autre avec les doigts 3-4-5. La main gauche donne la mélodie de l'étude.

### No7 en ut dièse mineur
Cette étude, parfois appelée « Au violoncelle », permet à l'interprète de développer sa technique polyphonique. L'œuvre est d'un caractère très sombre et lent, entrecoupée de quelques traits virtuoses.

### No8 en ré bémol majeur
Parfois dite « En sixtes ». Ses redoutables sixtes ont fait dire à Hans von Bülow que c'était l'exercice le plus utile de toute la littérature des études[réf. souhaitée].

### No9 en sol bémol majeur
Parfois surnommée « Le papillon », cette pièce légère et rapide fait partie des études les plus connues. La difficulté technique se cache au détour de mesures à 2/4, dans lesquelles la main droite enchaîne incessamment un accord et quelques octaves sur un thème aérien, dans un jeu tour à tour lié et détaché. La main gauche ponctue le chant d'accords piqués discrets tout d'abord, puis de plus en plus marqués. La force du morceau atteint son apogée dans un appassionato retentissant, avant qu'il ne s'achève sur une poignée de notes scintillantes.
Cette étude permet entre autres de développer la souplesse du poignet pour la main droite, tout en offrant des exemples de liaisons difficiles (par exemple, d'une touche noire à une autre).

### No10 en si mineur
Cette étude, parfois surnommée « Aux octaves », permet de travailler les octaves. Les octaves de la première partie, que le pianiste Hans von Bülow comparait à une « sauvagerie asiatique », contrastent fortement avec les octaves douces de la deuxième partie, en si majeur.

### No11 en la mineur
Souvent surnommée « Le vent d'hiver », en raison de son ton vif et subit et de sa rapidité. Elle requiert une dextérité et un doigté de qualité.
Elle permet de développer un chromatisme tourbillonnant pour la main droite. La mélodie principale est exposée par la main gauche.

### No12 en ut mineur
Cette pièce, surnommée « L'océan », clôt à la fois l'opus 25 de Chopin et l'ensemble des opus 10 et 25, en cela qu'elle peut être vue comme l'étude « symétrique » à l'opus 10 no 1. En effet, il s'agit du même ton (ut), transposé au mode mineur, et la technique employée est similaire, à ceci près que, cette fois-ci, ce sont les deux mains qui tracent, sur l'étendue du clavier, de lourds arpèges à opposer avec ceux, légers et aériens, de l'opus 10.

## Trois nouvelles études
Composées en 1839, elles furent publiées en 1840.

## Discographie
- Maurizio Pollini (1972)[17]
- Jan Lisiecki (2013)[18]
- Yunchan Lim (2024)[19]